# Registros akáshicos
En la religión de la teosofía y en la escuela filosófica llamada antroposofía, los registros akáshicos corresponderían a un compendio de todos los acontecimientos, pensamientos, palabras, emociones e intenciones universales (la información universal) que han ocurrido en el pasado, en el presente o en el futuro, en lo que respecta a todas las entidades y formas de vida.
Los teósofos creen que estos registros están codificados en un plano de existencia no físico, conocido como el plano mental. Existen relatos anecdóticos, pero no hay pruebas científicas que demuestren la existencia de los registros akáshicos.
La palabra akasha (en sánscrito: आकाश) en sánscrito significa ‘éter’, ‘espacio’ o ‘cielo’.

## Historia

### Sociedad Teosófica
El término sánscrito akasha se introdujo en el lenguaje de la teosofía a través de H. P. Blavatsky (1831-1891), que lo caracterizó como una especie de fuerza vital; también se refirió a las «tablillas indestructibles de la luz astral» que registran tanto el pasado como el futuro del pensamiento y la acción humanos, pero no utilizó el término «akáshico». La noción de un registro akáshico fue difundida por Alfred Percy Sinnett en su libro Budismo Esotérico (1883) cuando cita la obra Un catequismo budista (1881) de Henry Steel Olcott. Olcott escribió que «Buda enseñó que dos cosas son eternas, a saber, el 'Akasha' y el 'Nirvana': todo ha salido del Akasa en obediencia a una ley de movimiento inherente a él, y, luego muere. Ninguna cosa sale de la nada». Olcott explica además que «el budismo primitivo, entonces, sostenía claramente una permanencia de los registros en el Akasha y la capacidad potencial del hombre para leerlos, cuando evolucionaba hasta el estado de la verdadera iluminación individual».
En Clarividencia (1899), de C.W. Leadbeater, la asociación del término con la idea era completa, e identificó los registros akáshicos por su nombre como algo que un clarividente podía leer. En su obra Man: How, Whence, and Whither? de 1913, Leadbeater afirma que registra la historia de la Atlántida y otras civilizaciones, así como la sociedad futura de la Tierra en el siglo XXVIII.

### Rudolf Steiner
El teósofo austriaco, y más tarde fundador de la Antroposofía, Rudolf Steiner utilizó el concepto de registros akáshicos principalmente en una serie de artículos de su revista Lucifer-Gnosis de 1904 a 1908, donde escribió sobre la Atlántida y Lemuria, temas relacionados con su supuesta historia y civilización. Además, utilizó el término en el título de conferencias sobre un Quinto Evangelio celebradas en 1913 y 1914, poco después de la fundación de la Sociedad Antroposófica y de la exclusión de Steiner de la Sociedad Teosófica de Adyar.

### Otros
Edgar Cayce afirmaba poder acceder a los registros akáshicos.